# Cinque serate
Cinque serate (Пять вечеров) è un film del 1978 diretto da Nikita Sergeevič Michalkov.

## Trama
Il film racconta la relazione tra un uomo e una donna, separati dalla guerra.